# Pic or-olive
Colaptes rubiginosus
Espèce
Statut de conservation UICN

 LC  : Préoccupation mineure
Synonymes
- Piculus rubiginosus
- Picus rubiginosus (Protonyme)

Le Pic or-olive (Colaptes rubiginosus) est une espèce d'oiseau de la famille des Picidae.

## Répartition

## Taxinomie
Jusqu'en 2007, cette espèce était appelée Piculus rubiginosus, ITIS le recense encore sous ce nom scientifique alors que ses principales sources (liste d'Alan P. Peterson, AOU, South American Checklist Committee) l'ont intégrée au genre Colaptes.

## Liste des sous-espèces
- Colaptes rubiginosus yucatanensis (Cabot, 1844)